# Pendant la bataille

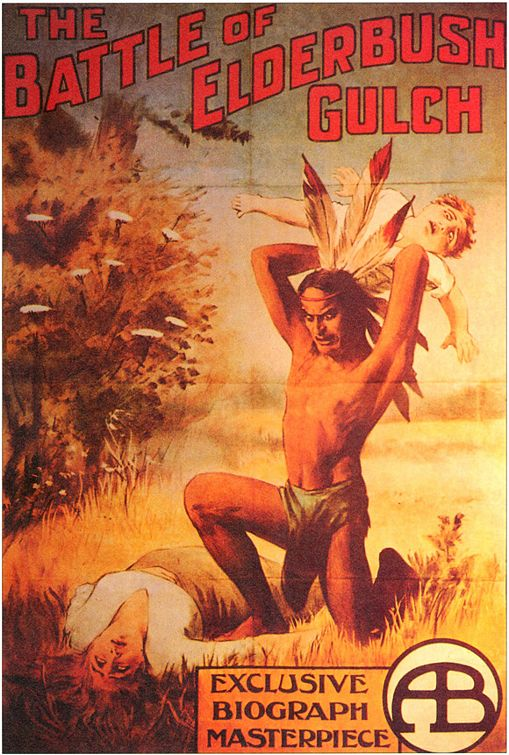
Affiche du film

Pendant la bataille (The Battle at Elderbush Gulch) est un film américain réalisé par D. W. Griffith et sorti en 1913.
Il est considéré comme un des joyaux de la période où Griffith faisait ses premiers films.

## Fiche technique
- Titre : Pendant la bataille
- Titre original : The Battle at Elderbush Gulch
- Réalisation : D. W. Griffith
- Scénario : Henry Albert Phillips
- Photographie : G.W. Bitzer
- Durée : 29 minutes
- Dates de sortie: décembre 1913

## Distribution
- Mae Marsh : Sally Cameron
- Leslie Loveridge : The Waif
- Alfred Paget : The Waifs' Uncle
- Robert Harron : The Father
- Lillian Gish : Melissa Harlow
- Charles Hill Mailes : Ranch Owner
- William A. Carroll : le Mexican
- Frank Opperman : le chef indien Chef
- Henry B. Walthall : le fils du chef
- Joseph McDermott : 	The Waifs' Guardian
- Jennie Lee : The Waifs' Guardian
- Lionel Barrymore
- Kate Bruce